# Ludologia

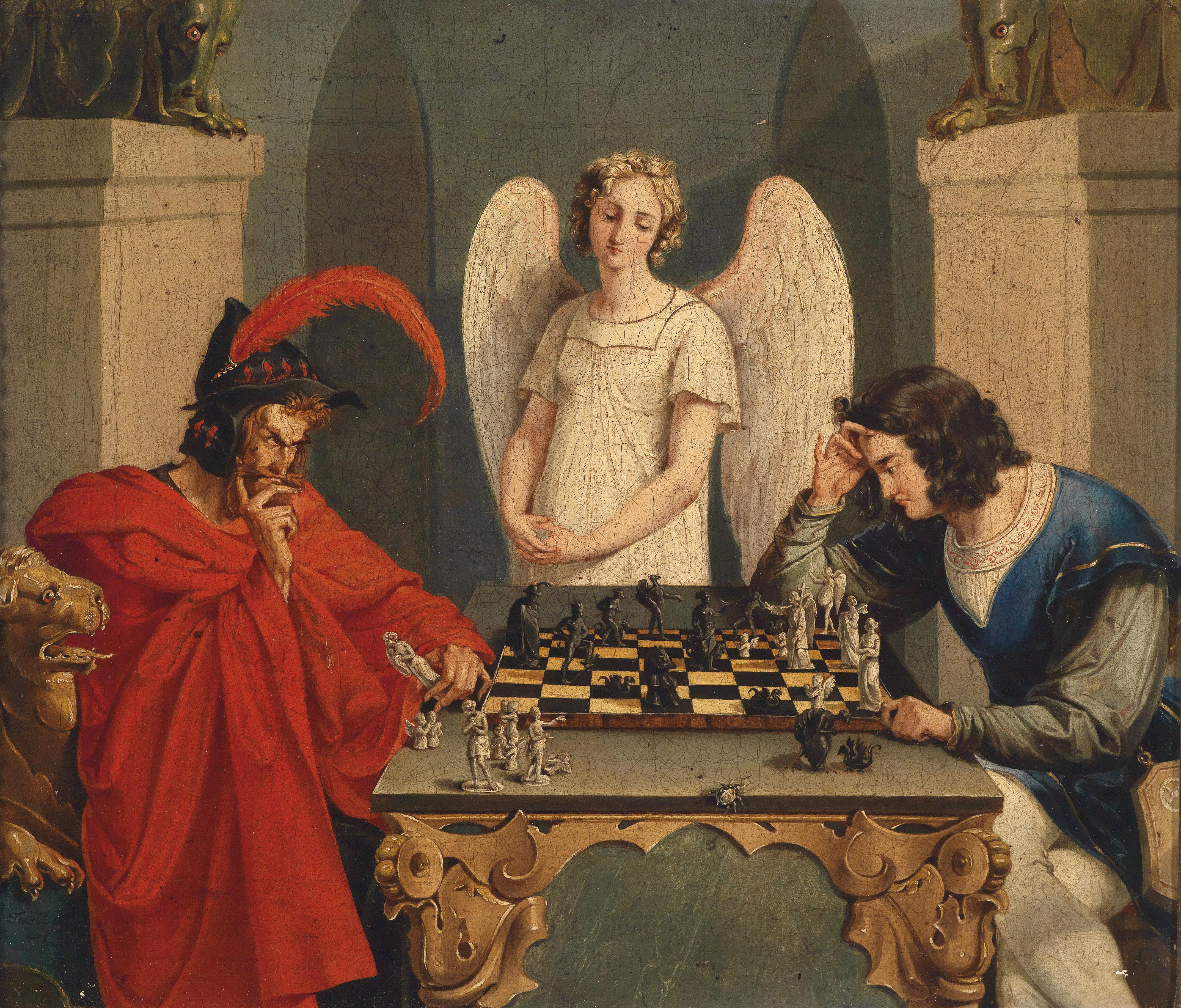
Fausto e Mefisto jogando xadrez, anônimo. Século XIX.

Ludologia (do latim: ludus, "jogo" ou "brincadeira" com o sufixo -logía, derivado de logos 'λόγος, grego para "ciência", "discurso"), ou game studies é o campo de estudo que investiga os jogos e o ato de jogar, particularmente dedicado, mas não se restringindo, aos jogos eletrônicos e suas jogabilidades. Como disciplina formalista, analisa as regras, dinâmicas e categorias dos jogos, os diferenciando de formas narrativas tradicionais. A ludologia como estudo sistematizado é de ocorrência relativamente nova na academia, ao que se impulsionou principalmente pela prevalência dos videogames na cultura popular e no debate sobre a influência das mídias digitais na sociedade; no entanto, também parte de referenciais históricos que iniciaram o estudo de alguns jogos e práticas culturais descentralizadas.
Historicamente, o tema dos jogos foi relativamente pouco explorado pelas ciências sociais, apesar de seu caráter universal e do lugar que ocupou na reflexão de filósofos antigos como Platão e Aristóteles. Embora alguns historiadores, sociólogos, etnólogos e filósofos, como Eugen Fink, Leo Frobenius, Johan Huizinga e Roger Caillois, já tenham abordado o assunto, apenas recentemente ele passou a ser um campo de pesquisa estruturado e independente, impulsionado pelo sucesso cultural e econômico dos jogos em suporte digital. Antes dos jogos modernos, estas pesquisas eram principalmente objeto da antropologia, mas com o passar do tempo, os estudos de jogos diversificaram metodologicamente, passando a incluir abordagens na área da comunicação e sociologia, oferecendo escopo referencial para o surgimento de um campo autêntico.
A ludologia é um estudo acadêmico interdisciplinar. Ao examinar aspectos do design de jogos, a figura do jogador e o papel que os jogos desempenham em uma sociedade ou cultura, acadêmicos proponentes, analistas e críticos de jogos reconheceram a incorporação de práticas de estudos culturais, sociologia e psicologia nos escritos ludológicos, bem como a influência das ciências sociais e da informática nas metodologias de desenvolvimento de jogos.
A Universidade da Califórnia em Berkeley, em seu campus e curso de informática, oferece a disciplina de Ludologia desde 2007.

## Terminologia
A palavra "ludologia" foi cunhada originalmente do inglês "ludology", que por sua vez deriva do latim "ludus" (jogo) e do sufixo grego "-λογία" (-logia), que significa "discurso", "estudo" ou "ciência". A pessoa que pratica a ludologia é chamada de "ludólogo" ou "ludóloga", enquanto o adjetivo correspondente é "ludológico" ou "ludológica". Designando atividades como a pesquisa ou escrita sobre jogos.

O termo "Game studies" é usado de forma intercambiável, mas indica um caráter referencial mais abrangente e interdisciplinar. Por outro lado, a ludologia é descrita por sua aproximação científica que enfatiza a análise estrutural e teórica dos jogos:
"A ludologia é tão antiga quanto a narratologia. Desde o início, a ludologia se afirmou como uma ciência dos jogos que levava em consideração tanto a organização da prática lúdica (espaço, tempo, regras) quanto sua dimensão social (posição do jogador, efeitos de jogo)."

— Marc Marti e Raphaël Baroni, De l’interactivité du récit au récit interactif 

## História
Embora os primeiros vestígios de escritos sobre o estudo dos jogos possam ser datados desde a Grécia Antiga, especialmente em Aristóteles, na sua obra Ética a Nicômaco, foi apenas no século XX que a denominação "Game studies" (e ludologia) surgiram.Até então, o estudo dos jogos estava ancorado na sociologia e na antropologia, principalmente nos trabalhos de Roger Caillois e Johan Huizinga, embora seja importante notar seu particular interesse e uso dos jogos para o estudo da matemática e da filosofia.

### Antiguidade

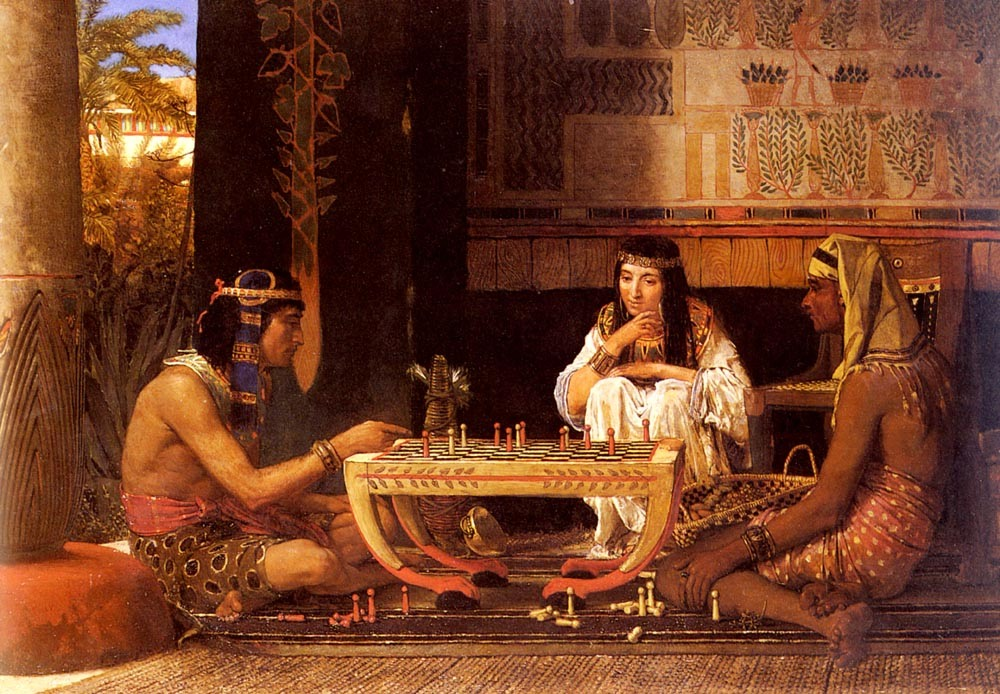
Nobres egípcios jogando uma forma primitiva de xadrez, segundo a concepção artística de Sir Lawrence Alma-Tadema(1879)

De acordo com a mitologia grega, Palamedes teria inventado os primeiros jogos, juntamente com a aritmética, para combater o tédio durante o cerco de Tróia, a fim de levantar a moral dos soldados; em algumas versões do mito, isso foi feito com a invenção dos dados, e em outras com tabuleiros. Para Aristóteles, no entanto, os jogos teriam sido inventados por Tote no Antigo Egito, com a criação do Senet. Ao contrário das teorias e mitos anteriores, que viam e caracterizavam o ato de jogar apenas como uma ferramenta para matar o tempo ou brincadeira, o levantamento de Aristóteles sugere que os jogos teriam virtudes matemáticas e sociais. Tanto ele quanto Platão consideravam que o conhecimento e as ciências, como a matemática, só deveriam ser ensinadas por meio do jogo, e que essa era sua utilidade, além de ser uma ferramenta social. Assim, nenhum homem se engajaria na educação como um "escravo".
Entre os gregos, o jogo tinha uma grande importância social. O latrúnculo, jogo que misturava estratégia e sorte, permitia o desenvolvimento intelectual e tinha um propósito além de si mesmo. Esta era considerada sua "aplicação correta", segundo Aristóteles.

### Idade Média
Debates sobre jogos eram muito populares no medievalismo, mas intimamente ligados aos jogos de azar, criticados pelas autoridades religiosas. Segundo elas, os jogadores adotariam comportamentos prejudiciais para si mesmos e para os demais; essa crítica se mostrou persistente até os dias atuais, considerando a prevalência de debates sobre a influência dos jogos eletrônicos no comportamento humano e suas supostas relações com a violência, que ficou conhecida como teoria da catarse. 
Uma razão subjacente a visão religiosa da época era o desequilíbrio que os jogos de azar criavam no valor da moeda corrente. Quando o dinheiro é apostado, ele não representa mais nada além de seu valor de jogo, dando menos controle à Igreja sobre o valor de seus tesouros. Esse aspecto histórico viria a influenciar o estudo particular das economias digitais presentes em jogos online.

### Iluminismo
Com Gottfried Wilhelm Leibniz, o estudo dos jogos levou à criação do campo das probabilidades e do cálculo das partidas. Neste contexto, os jogos eram reduzidos a problemas matemáticos que os jogadores são levados a inovar para alcançar resolução. Leibniz se interessava pelos jogos apenas como uma ferramenta matemática. 
De forma mais enfática, Blaise Pascal teorizou que o jogo não é nada mais do que uma forma de entretenimento, um descanso, no qual os homens se imergem para não encarar sua miséria e sua condição de mortais.
Com o avanço das ciências naturais, Karl Groos sugeriu que uma função biológica primária do jogo é dispendiosa e prepara os indivíduos para a vida adulta, como pode ser observado em diferentes espécies animais, como gatos ou macacos. 

### Modernidade
Em 1938, Johan Huizinga definiu o jogo como:
[...] uma ação ou uma atividade voluntária, realizada dentro de certos limites de tempo e espaço, seguindo uma regra livremente consentida, mas completamente imperativa, com um fim em si mesma, acompanhada de um sentimento de tensão e alegria, e uma consciência de "ser de outra maneira" do que na "vida cotidiana".
Observa-se que, entre os seis pontos que compõem sua definição, três deles dizem respeito ao estado do jogador (uma atividade voluntária, sentimento de tensão e alegria, e uma consciência de "ser de outra maneira"). Vinte anos depois, Roger Caillois acrescentará a essa definição que jogar é uma atividade "improdutiva" e cujo resultado é "incerto". Ele também falará, ainda na obra Les Jeux et les Hommes, sobre um sistema de classificação dos jogos baseado na experiência do jogador durante a gameplay. 
As pesquisas de Huizinga e Caillois alimentariam os trabalhos dos pesquisadores futuros, seja com a prática lúdica em sua totalidade, seja em jogos específicos como xadrez ou jogos de cartas, até chegar aos videogames.

#### Surgimento do termo
O uso mais antigo conhecido do termo "Ludologia", originalmente em inglês, "Ludology", ocorreu em 1982, no artigo de Mihaly Csikszentmihalyi, "Does Being Human Matter – On Some Interpretive Problems of Comparative Ludology." ("Ser humano importa? - Dos problemas interpretativos da ludologia comparada", em tradução livre). 
Porém, não foi até Irving Finkel organizar um colóquio em 1990 (que cresceu e se tornou a International Board Game Studies Association), que Gonzalo Frasca viria a popularizar o termo "ludologia", através da publicação das primeiras edições de periódicos acadêmicos como o Board Game Studies em 1998 e o Game Studies em 2001, bem como a criação da Digital Games Research Association em 2003. A partir daí, os estudiosos começaram a ter a percepção de que o estudo dos jogos poderia (e deveria) ser consolidado em um campo próprio. 

### Pós-modernidade
No final do século XX, com a popularização da quinta geração de consoles (PlayStation, Nintendo 64, entre outros), surgiu um interesse crescente pelo estudo do jogo em plataformas computacionais. 
Houve uma institucionalização progressiva dessas pesquisas, no início dos anos 2000, com novas publicações (principalmente no meio anglófono), como Games Studies, revista fundada por Espen Aarseth em 2001, e Games and Culture em 2006. Da mesma forma, conferências foram organizadas por associações como a DiGRA (Digital Games Research Association). Desde cedo, a ludologia se caracterizou pela transdisciplinaridade dos pesquisadores envolvidos. Estes, de fato, provinham tanto das ciências da computação, IHC e matemática, quanto das ciências humanas e sociais.
Bernard Suits escreveu que jogar um jogo é uma vontade deliberada de superar obstáculos desnecessários. Ele também descreveu o que chamou de "atitude lúdica", termo posteriormente utilizado no livro homônimo publicado por Jacques Henriot e Bernard Perron. Essa atitude consistiria no exercício do jogador de restringir suas próprias ações, aceitando regras de um universo que proíbe o uso de soluções eficiente, optando por soluções menos eficazes apenas para superar obstáculos que, em condições normais, seriam desnecessários. O conceito levantado pelo acadêmico se aproxima de definições como "dispositivo de enredo", próprias de estudos do audiovisual. 

### Contemporaneidade
Hoje, a ludologia engloba um conjunto variado de abordagens, algumas com especializações aparentes, orientando seus debates entre a narratologia e a comunicação. As ciências tradicionais também participam da análise e, de forma geral, da emergência deste campo. Sendo uma área jovem, reúne pesquisadores de diferentes disciplinas que já estudavam os jogos de forma ampla, como psicólogos, antropólogos, economistas, pedagogos e sociólogos.

## Principais áreas
Atualmente, existem várias vertentes dentro da ludologia. Abordagens das ciências sociais exploram como os jogos funcionam na sociedade e suas interações com a psicologia humana, frequentemente utilizando métodos empíricos, como pesquisas e experimentos controlados em laboratório. Abordagens baseadas nas humanidades enfatizam como os jogos geram significados e refletem ou subvertem discursos sociais e culturais mais amplos. Essas abordagens costumam utilizar métodos mais interpretativos, como leitura atenta, análise de conteúdo e teoria da audiência, compartilhando metodologias com outras disciplinas multimídia, como os estudos de televisão e cinema. Na ludologia, abordagens das ciências sociais e das humanidades podem se sobrepor, por exemplo, no caso de estudos etnográficos ou folclorísticos, nos quais o trabalho de campo pode envolver a observação participante dos jogos para tentar compreender seus significados sociais e culturais. As aproximações no design de jogos estão intimamente relacionadas à prática criativa, analisando mecânicas e estética videogâmica para informar o desenvolvimento de novos jogos.
Por fim, as abordagens industriais e de engenharia aplicam-se principalmente aos videogames, e menos aos jogos em geral, examinando aspectos como gráficos computacionais, inteligência artificial e redes.

### Antropologia
O antropólogo e historiador Johan Huizinga, autor de Homo Ludens, é um dos acadêmicos da área que se interessou precisamente pela relação entre o homem e o jogo. Sua obra, central no estudo dos jogos sob um ponto de vista antropológico, descreve-os como uma característica universal e comum a toda cultura.
Em sua obra, o autor oferece a seguinte definição: 
"O jogo é uma ação livre, sentida como fictícia, capaz de absorver completamente o coração; é uma ação desprovida de interesse material e utilidade; que se realiza em um tempo e em um espaço expressamente delimitados e ocorre com ordem segundo as regras estabelecidas."
Em Homo Ludens, cada capítulo é dedicado ao estudo de um elemento da vida cotidiana, da natureza ou da cultura, no qual é possível encontrar o aspecto lúdico segundo Huizinga. Para ele, este aspecto se encontra em tudo o que pode ser considerado agonístico, ou seja, onde há uma competição entre as partes e, em cada caso, essa competição ocorre dentro de uma unidade de tempo e de lugar, seguindo regras pré-estabelecidas. Cria-se, assim, uma esfera "mágica" do jogo, que está fora da realidade e na qual o jogo se desenrola, esfera da qual os jogadores saem assim que as condições da competição, seja qual for a sua natureza, são atingidas.
Para ele, pode-se encontrar o aspecto lúdico em muitos lugares, como nos processos judiciais, que antigamente eram apenas um concurso de trocas de palavras sem provas incriminadoras, ou na guerra, com seus códigos e objetivos, que se assemelham às condições de um jogo. No entanto, o aspecto lúdico só é perceptível ao deixar de lado a moral e a ética, já que estas vão contra a ideia do jogo, que é uma atividade eletiva e não tem nada de intrinsicamente bom ou de mau, segundo o antropólogo. O jogo, portanto, para Huizinga, é originário da biologia e precede a cultura, sendo amplamente encontrado em nossas sociedades ao longo dos tempos, com as civilizações oferecendo várias formas de jogos para muitas de suas esferas.
No meio do século XX, Roger Caillois publica o livro Os Jogos e os Homens, no qual define o jogo como um elemento motor da sociedade e dá origem a uma análise sistemática e sociológica dos jogos, que evoluirá para se tornar a ludologia. De acordo com a obra, existem seis pilares fundamentais que definem o jogo, sendo eles: o aspecto voluntário e livre, a separação com o cotidiano, a incerteza do resultado, a não produtividade, um regulamento próprio e um universo fictício. 

### Ciências Sociais

#### Violência e jogos eletrônicos
Uma das primeiras teorias das ciências sociais (1971) sobre o papel dos videogames na sociedade envolvia a violência nos jogos, mais tarde ficando conhecida como a teoria da catarse. A teoria sugere que jogar videogames nos quais se realizam atos violentos poderia, na verdade, canalizar a agressão latente, resultando em menos agressividade na vida real dos jogadores.
No entanto, uma meta-análise realizada pelos psicólogos Craig A. Anderson e Brad J. Bushman, em 2001, examinou dados desde os anos 1980 até a publicação do artigo. O objetivo do estudo era determinar se jogar videogames violentos levava a um aumento de comportamentos agressivos. Eles concluíram que a exposição à violência nos jogos realmente causava um aumento na agressividade. No entanto, o psicólogo Jonathan Freedman enfatizou o escopo limitante oferecido pela pesquisa, caracterizando-o como problemático, afirmando que o estudo continha afirmações exageradas e que os próprios autores pareciam tendenciosos em suas conclusões.
Estudos mais recentes, como o realizado pelo psicólogo e pesquisador Christopher J. Ferguson na Texas A&M International University, chegaram a conclusões drasticamente diferentes. Nesse estudo, os participantes foram designados aleatoriamente a um jogo ou puderam escolher um jogo. Tanto na condição aleatória quanto na de escolha, a exposição a jogos violentos não causou diferença na agressividade. Um estudo posterior, realizado pelo mesmo pesquisador, procurou correlações entre agressividade característica, crimes violentos e exposição tanto à violência na vida real quanto à violência nos videogames. Esse estudo sugeriu que, enquanto a violência familiar e a agressividade característica estão altamente correlacionadas com crimes violentos, a exposição à violência nos videogames não era um bom preditor ou indicativo de crimes violentos, apresentando pouca ou nenhuma correlação, a menos que fosse combinada com os traços acima, que tinham uma correlação muito maior.
Nos últimos quinze anos, um grande número de meta-análises tem sido aplicado a mesma questão, cada uma chegando a sua própria conclusão, resultando em pouco consenso na comunidade de ludologia. A possibilidade de jogos não-violentos levarem a comportamentos agressivos também foi considerada. Anderson e Dill parecem acreditar que isso pode se dever à frustração gerada ao enfrentar desafios em videogames, o que, por sua vez, poderia resultar em comportamento agressivo e violento. No entanto, a persistência desses comportamentos ao longo do tempo e após ao ato de jogar não foi atestada.

### Comunicação
A Sociedade Brasileira de Estudos Interdisciplinares da Comunicação (INTERCOM), ao longo de duas décadas, selecionou inúmeros trabalhos científicos que versavam sobre a ludologia para serem discutidos nos encontros anuais, indicando um volume considerável de produções acadêmicas brasileiras. 

### Economia

#### Economias virtuais nos jogos
Os MMORPGs (jogos de interpretação de personagens online e em massa para multijogadores) podem fornecer pistas aos economistas sobre o mundo real. Mercados baseados em informações digitais podem ser totalmente rastreados conforme são utilizados pelos jogadores, permitindo o estudo de problemas reais da economia, como inflação, deflação e até recessão. As soluções propostas pelos designers de jogos podem ser estudadas com informações completas, e experimentos podem ser realizados para observar a economia como um todo. Tais jogos permitem que economistas sejam oniscientes, podendo acessar todas as informações necessárias para estudar a economia, enquanto no mundo real eles precisam trabalhar com suposições.
O ex-ministro das finanças da Grécia e economista interno da Valve, Yanis Varoufakis, estudou o EVE Online como uma métrica para a recuperação econômica da Grécia e argumentou que comunidades de videogames como Neopets e Fortnite oferecem aos especialistas um ambiente para experimentação e simulação das economias do futuro. O economista estadunidense Edward Castronova estudou as economias virtuais de vários jogos, incluindo EverQuest e World of Warcraft.

#### A abordagem jogacêntrica como modelo econômico: Acesso Antecipado
Atualmente, cerca de 15% dos jogos disponíveis na plataforma Steam utilizam o modelo de acesso antecipado (early access), um método de financiamento e desenvolvimento baseado na abordagem que ficou conhecida como player-centric, ou jogacêntrica, no qual o feedback contínuo de uma comunidade ativa de jogadores é coletado e incorporado ao jogo.
Esse modelo é amplamente adotado por desenvolvedores e estúdios independentes, permitindo que construam uma base de fãs antes mesmo do lançamento oficial do jogo. Ao informar os jogadores de que o jogo ainda está inacabado, a plataforma oferece possibilidades de participação da comunidade no processo de desenvolvimento. Ao longo dos anos, títulos de sucesso como Minecraft e Subnautica emergiram desse modelo, conferindo maior credibilidade ao conceito de acesso antecipado dentro da indústria de jogos.

Esse modelo não só viabiliza atualizações mais frequentes, como também torna essas atualizações mais alinhadas às expectativas dos jogadores:
"Os desenvolvedores atualizam seus jogos com mais frequência na fase de acesso antecipado."— Dayi Lin, Cor-Paul Bezemer & Ahmed E. Hassan, An empirical study of early access games on the Steam platform
Graças a esse processo, os jogadores se sentem, com razão, parte integrante do desenvolvimento do jogo. Como resultado, jogos em acesso antecipado geralmente recebem avaliações mais positivas durante a fase de pré-lançamento.
"Do ponto de vista da abordagem jogacêntrica, a melhor prática é envolver os jogadores explicitamente na fase inicial do design, ainda no estágio de pré-produção."

— A. Kerr, "Representing users in the design of digital games", in Proceedings of Computer Games and Digital Cultures Conference, (2002), pp. 277–295
Na Steam, existem diversas regras que regulamentam o acesso antecipado, reduzindo a possibilidade de publicação de títulos que ofereçam promessas irreais ou projetos fraudulentos. De acordo com a Valve, isso garante um ambiente mais seguro tanto para desenvolvedores quanto para jogadores.

### Pedagogia
A aplicação da ludologia no uso de jogos eletrônicos ou analógicos para fins educacionais motivou a escrita de trabalhos acadêmicos dedicados ao assunto, bem como ao impacto e as perspectivas do uso de videogames em salas de aula.
As pesquisadoras e designers de jogos Amy Jo Kim e Jane McGonigal, por exemplo, sugeriram que plataformas que aproveitam as poderosas qualidades dos videogames em contextos não relacionados a jogos podem maximizar o aprendizado. Conhecido como ludificação da aprendizagem, esse conceito utiliza elementos de jogos em contextos não lúdicos, extraindo propriedades dos jogos e aplicando-as a contextos educacionais, como a sala de aula, por meio de jogos educacionais ou mesmo os jogos sérios (serious games).
Outro aspecto considerado positivo no escopo da ludologia, reservada ao exercício do jogar, é seu caráter favorável ao envolvimento de uma pessoa em outras atividades culturais. A probabilidade de jogar videogames aumenta com o consumo de outros bens culturais (por exemplo, ouvir música ou assistir filmes) ou com o envolvimento ativo em atividades artísticas (como escrita ou produção de artes visuais). Dessa forma, os jogos eletrônicos ao serem complementares às formas mais tradicionais de consumo cultural, adquirem novo valor sob uma perspectiva cultural. Esse aspecto reforça o entendimento multidisciplinar da própria ludologia como campo de estudo. 

### Sociologia
Pesquisas conduzidas com maior embasamento sociológico têm buscado se afastar de ideias que classificam os jogos como simplesmente "negativos" ou "positivos", tentando, em vez disso, compreender seu papel e sua localização na complexidade da vida cotidiana.
Por exemplo, foi sugerido pela matemática Nina Fefferman que o popular MMORPG World of Warcraft poderia ser usado para estudar a disseminação de doenças infecciosas, devido à propagação acidental de uma doença semelhante a uma praga dentro do mundo do jogo.

## Outras áreas de pesquisa
Como é comum na maioria das disciplinas acadêmicas, há uma série de áreas ou ramificações mais especializadas de estudo ludológico.

### Pré-história dosvideogames
Um campo emergente de estudo ludológico examina a "pré-história" dos videogames, sugerindo que as origens dos jogos eletrônicos modernos estão nas atrações e espetáculos de feira e circos, como os que incluíam brincadeiras de tiro ao alvo; primeiros parques de diversões no estilo "Coney Island", com elementos como grandes montanhas-russas e simulações de "casas assombradas"; simulações de paisagens do século XIX, como dioramas, panoramas, planetários e estereoscópios; e salões de jogos que possuíam máquinas de jogos mecânicas, bem como máquinas de exibição de filmes do tipo peep-show.

### Jogos e envelhecimento
Diante do envelhecimento populacional, tem havido interesse no uso de jogos para melhorar a saúde geral e a conexão social de jogadores idosos. Por exemplo, o neurocientista Adam Gazzaley e sua equipe de pesquisa desenvolveram o jogo NeuroRacer, que visa melhorar o desempenho de tarefas cognitivas fora do jogo entre seus participantes com mais de sessenta anos, enquanto a AARP (Associação Americana de Pessoas Aposentadas) organizou um game jam para melhorar as conexões sociais das pessoas mais velhas. Pesquisadoras como Sarah Mosberg Iversen argumentaram que a maior parte do trabalho acadêmico sobre jogos e envelhecimento foi baseados em noções de produtividade econômica, enquanto os pesquisadores Bob De Schutter e Vero Vanden Abeele sugeriram uma abordagem de design de jogos que não se concentra no declínio relacionado à idade, mas sim nos aspectos positivos da velhice.

### Ludologiaqueer
Os estudos de jogos queer são um campo interdisciplinar de investigação que examina a interseção entre jogos eletrônicos e teoria queer. Eles exploram como os videogames servem como uma plataforma para a expressão e exploração de experiências, identidades e desejos queer. Enquanto as compreensões tradicionais de representação LGBT nos jogos se concentram na inclusão de personagens ou narrativas, os estudos de jogos queer na ludologia ampliam essa perspectiva para abranger formas nas quais os jogos podem ser jogados, interpretados e projetados a partir de pontos de vista queer interseccionados.

### Neuropsicologia
A pesquisa neuropsicológica sobre jogos gerou teorias sobre como jogar videogames pode ser vantajoso tanto para crianças quanto para adultos; com algumas teorias afirmando que os jogos eletrônicos, na verdade, ajudam a melhorar habilidades cognitivas, em vez de prejudicá-las. Essa seleção teórica de aprimoramentos incluem a melhoria da sensibilidade ao contraste visual. Outros avanços incluem a capacidade de localizar algo específico entre vários obstáculos. Isso ocorre principalmente em jogos de tiro em primeira pessoa, nos quais o protagonista deve examinar todo o cenário em uma visão subjetiva. Dessa forma, os jogadores aumentam sua atenção espacial ao terem que localizar objetos em meio a distrações. Esses jogos colocam o jogador em um ambiente de alta intensidade, onde ele precisa permanecer atento ao seu entorno para atingir seus objetivos (por exemplo, atirar em um inimigo), enquanto obstáculos interferem em seu desempenho no mundo virtual.
Outro aprimoramento cognitivo proporcionado pelos jogos eletrônicos é a melhoria na velocidade de funcionamento do cérebro. Isso acontece porque o jogador está imerso em um ambiente constantemente mutável, onde é necessário pensar rapidamente e resolver problemas para obter bons resultados no jogo. Esse estímulo constante faz com que a velocidade de pensamento seja aprimorada, já que a necessidade de tomar decisões rápidas é essencial para o sucesso. O limiar de atenção do jogador também é beneficiado. Jogos de alta ação, como jogos de luta ou de corrida, exigem atenção constante, aprimorando a habilidade de foco.
A superação da dislexia também é considerada um possível benefício, pois o uso contínuo dos controles dos jogos auxilia na adaptação da percepção e interpretação de informações. Neste sentido, a coordenação motora é outro aspecto aprimorado pelo exercício de jogar, pois há a necessidade de operar os controles ao mesmo tempo em que se observa a tela e realiza ações. Essa coordenação entre visão e movimento melhora devido ao alto nível de estímulo mental e às ações simultâneas exigidas pelo jogo.
Jogar videogames também pode melhorar as habilidades sociais dos jogadores. Isso ocorre por meio dos jogos multijogador online, que muitas vezes requerem comunicação constante entre os participantes. Essa interação leva à socialização para alcançar objetivos comuns no jogo; além disso, jogadores podem conhecer novas pessoas e fortalecer laços com amigos já estabelecidos. Alguns jogos digitais são projetados especificamente para fins educacionais, proporcionando benefícios cognitivos ao mesmo tempo em que oferecem entretenimento, com alguns títulos apresentando desafios de resolução de problemas que forçam o jogador a pensar criticamente para encontrar soluções, enquanto jogos de ação exigem planejamento estratégico. Esse processo de raciocínio estimulado pelo jogo ajuda a aprimorar as habilidades mentais do jogador.

### Cultura videogâmica

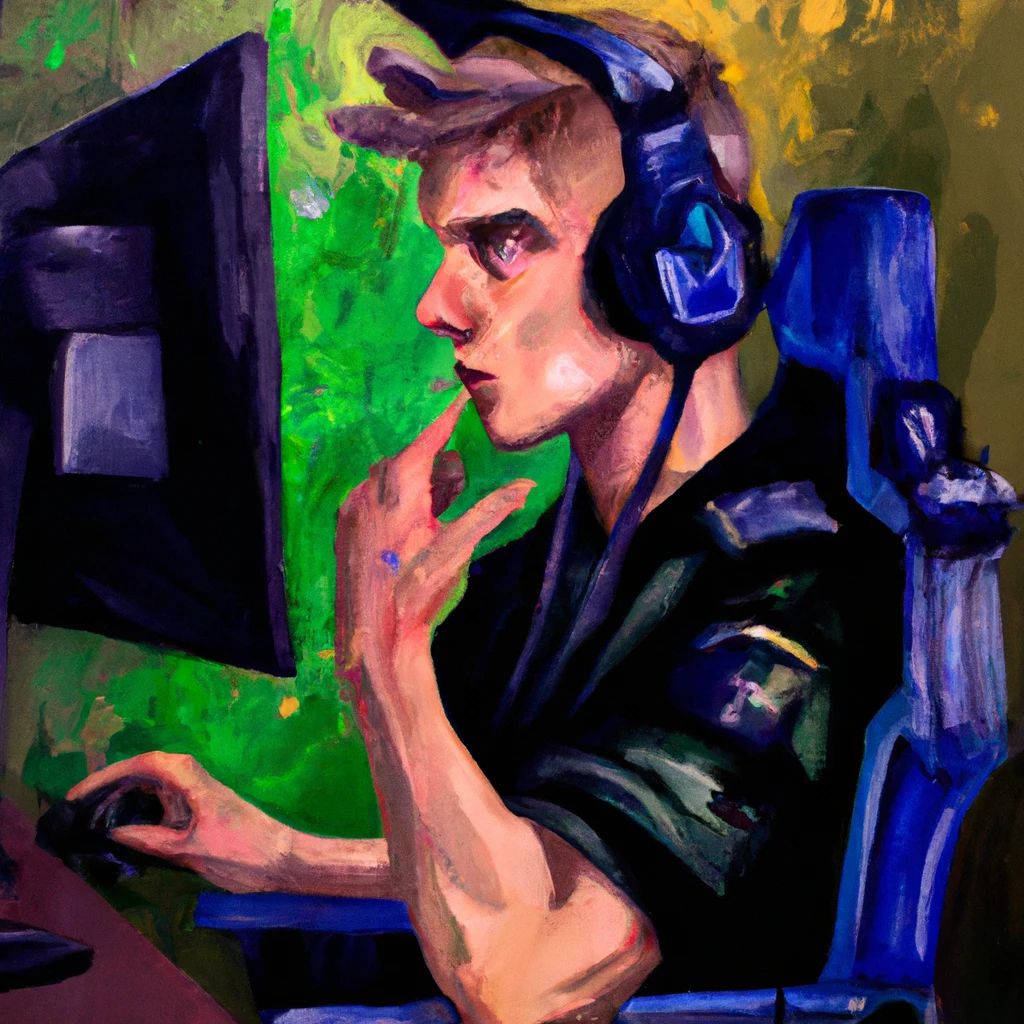
Pintura a óleo de um gamer, AstraxVZ, 2023. O uso de aparatos como headsets e cadeiras ergonômicas têm sido apontados como traços definidores da cultura gamer contemporânea.

Um dos aspectos mais explorados em subáreas da ludologia é o estudo da cultura dos jogos. Pessoas que jogam videogames comumente formam uma subcultura própria, com os jogadores frequentemente criando comunidades com linguagens autênticas, participando de convenções onde se fantasiam como seus personagens favoritos e competindo em torneios de jogos eletrônicos. Uma dessas convenções, a Gamescom de 2018, bateu recordes de público, com cerca de 370.000 participantes.
Os e-sports têm um impacto significativo na cultura dos jogos. Em 2018, a empresa de análise de mercado Newzoo relatou que 380 milhões de pessoas assistiriam a competições de esportes eletrônicos naquele ano. Muitos jogadores buscam formar comunidades para conhecer novas pessoas e compartilhar sua paixão pelos jogos. Em 2014, a mesma empresa relatou que 81% dos jogadores participam de eventos de e-sports para fazer parte da comunidade gamer. Além disso, "61% dos jogadores comparecem a eventos ao vivo para se conectar com amigos que conheceram e jogaram online".
Ao longo dos anos, diversas pesquisas foram conduzidas sobre a cultura dos jogos, especialmente sobre os videogames em relação ao pensamento, aprendizado, gênero, infância e guerra. Os primeiros estudos sobre cultura dos jogos focavam principalmente em jogos multiplayer online. No entanto, pesquisas mais recentes e abrangentes procuram entender não apenas as culturas gamer, mas também como os videogames oferecem insights importantes sobre a natureza digital e participativa da cultura moderna, padrões de consumo e formação de identidade, a modernidade tardia e as racionalidades políticas contemporâneas.
Recentemente, algumas abordagens ludológicas promoveram uma análise das estruturas de interface dos jogos eletrônicos, desafiando o paradigma de controle em teclado-mouse com o conceito de "interface lúdica".

## Teoria
A teoria ludológica, ainda que relativamente inexplorada em razão da sua juventude como disciplina, reflete uma abordagem dos estudos videogâmicos que enfatiza a análise dos jogos eletrônicos a partir de suas regras, mecânicas e dinâmicas sistêmicas, diferenciando-os de outros meios narrativos, como literatura e cinema. Em outras palavras, a teoria tipicamente propõe que os jogos devam ser estudados em seus próprios termos, considerando sua interatividade e estrutura; bem como a capacidade do jogador de agir no universo jogável, ao invés de serem interpretados apenas como extensões de narrativas tradicionais. Um dos temas e conceitos mais antigos estabelecidos por ludólogos partiu do termo "ludema" (ludeme, em francês), cunhado pelo engenheiro e ludólogo francês Pierre Berloquin.
Dentre os principais teóricos da ludologia, Gonzalo Frasca e Jesper Juul defendem que os jogos não são inerentemente narrativos e que sua essência reside nas regras e na participação ativa do jogador, em oposição à linearidade. Isso não significa que os jogos não possam ter histórias, mas que a experiência lúdica não deve ser reduzida a uma análise narrativa. Neste sentido, a ludologia se contrapõe à narratologia, que busca analisar os jogos (e outras mídias diversas) principalmente por seus elementos narrativos. Essa tensão entre as duas disciplinas foi um dos principais debates nos primeiros anos de pesquisa dedicada aos jogos, gerando discussões sobre qual seria a melhor aproximação para estudá-los num meio autêntico.

### LudologiaversusNarratologia
A narratologia é um campo teórico que aborda os jogos como uma narrativa, assim como filmes e romances, e os analisa com base em seus elementos de ficção, história e meios de comunicação com os jogadores. A ludologia, por outro lado, é uma abordagem teórica que utiliza métodos de análise próprios ao jogo, ao invés de métodos tradicionais externos. Ela se concentra na análise dos processos de “play” e “fun”, e nas mecânicas de jogo que permitem que os mesmos sejam consolidados. A ideia de que um jogo eletrônico é "radicalmente diferente das narrativas como estrutura cognitiva e comunicativa" levou ao desenvolvimento de novas abordagens críticas focadas nos jogos, além de adaptar, repensar e propor novas maneiras de estudar e teorizar sobre eles. Esse debate sistemático, que acompanha a própria história de formação da ludologia, acabou por definir as primeiras proposições e teorizações dialéticas próprias da disciplina.  
Acadêmicos dos dois campos oferecem diferentes perspectivas sobre este debate. O ludólogo Gonzalo Frasca argumenta que, embora os jogos compartilhem muitos elementos com histórias narrativas, isso não deve impedir que os mesmos sejam estudados como jogos. Ele não busca "substituir a abordagem narratológica, mas complementá-la."Em outras palavras, para o acadêmico, o jogo deve ser visto em termos de suas regras e mecânicas, sem a necessidade de forçar sobre ele uma análise narrativa. Jesper Juul, outro ludólogo notável, defende uma separação mais rigorosa entre ludologia e narratologia, argumentando que os jogos "praticamente não podem contar histórias" e que narratologia e ludologia não podem coexistir porque são intrinsecamente diferentes. A principal diferença, segundo Juul, é que em uma narrativa, os eventos "precisam" seguir uns aos outros, enquanto em um jogo o jogador tem controle sobre o que acontece.
Por outro lado, os acadêmicos Garry Crawford e Victoria K. Gosling defendem que as narrativas são uma parte essencial dos jogos, pois estas contribuem e são informadas pelas narrativas pessoais e identitárias dos jogadores. Como afirmam, "é impossível isolar o jogo das influências sociais da vida cotidiana, e, por sua vez, o jogo terá consequências tanto intencionais quanto não intencionais para o indivíduo e a sociedade."
Janet Murray, apoiando a abordagem narratológica, argumenta que "as histórias podem ser participativas", sugerindo que os videogames podem ter uma estrutura narrativa em que o jogador se torna parte da história. As pesquisadoras veem os jogos eletrônicos como uma forma de narrativa interativa, onde a participação do jogador se torna um elemento central da experiência.
O linguista Michalis Kokonis ofereceu uma perspectiva mais conciliatória, endossando o artigo de Frasca intitulado "Ludologists love stories too: notes from a debate that never took place" ("Ludólogos amam histórias também: notas de um debate que nunca ocorreu"), que visa esclarecer mal-entendidos, erros e preconceitos em torno do debate narratologia versus ludologia. Kokonis observou que, ao endossar o espírito construtivista de Frasca, seria necessário reconhecer que o chamado "dilema" Narratologia versus Ludologia é falso, e que o debate precisa ser resolvido, pois não ajuda na causa de estabelecer a ludologia como um campo acadêmico autônomo e independente.

### Modelos jogacêntricos e ludocêntricos
A distinção entre as abordagens game-centric e player-centric se formaram a partir das nuances nas definições em inglês de "game", que está relacionada às regras e ao suporte do jogo, e "player", que se refere à atividade do jogador/ação de jogar.

A abordagem ludocêntrica coloca o sistema de regras e o suporte no centro da análise, estudando o jogo como uma estrutura de regras e mecânicas rigorosas.
A game is a system in which players engage in an artificial conflict, defined by rules, that results in a quantifiable outcome.

— Salen & Zimmerman, Rules Of Play: Game Design Fundamentals
Ludólogos se dedicam principalmente a investigação da atividade de jogar em si e a experiência de jogo, num ponto de vista equilibrado com os jogadores. Essa teoria analisa a percepção dos jogadores durante o exercício de jogar, com base na psicologia e sociologia, numa aproximação que define a ação de jogar pela atitude de uma pessoa em relação a uma prática; assim, busca entender por que o desejo de jogar surge e desaparece. Henriot explica que: "pode-se fazer algo sem jogar, pode-se fazer a mesma coisa por jogo", a diferença estando, finalmente, apenas no significado que o jogador atribui ao seu ato.
Seja no jogo ou no brinquedo, essas realidades só têm sentido e função porque são o objeto de um 'jogar' (play) que, por sua vez, depende do jogo que o jogador, pela sua atitude, introduz e mantém entre ele e seu jogo.

— Jacques Henriot, Le jeu, 1969, p. 48
Os autores Salen e Zimmerman, associados ao paradigma ludocêntrico, chegam a uma conclusão semelhante quando escrevem sobre a maneira como os jogadores interagem na situação lúdica:
O jogar está situado dentro do jogo, porém o jogar não vem do próprio jogo, mas da maneira como os jogadores interagem com o jogo para jogá-lo. Um jogar significativo emerge da interação entre os jogadores e o sistema do jogo, assim como do contexto em que o jogo é jogado.

— Salen & Zimmerman, Rules Of Play: Game Design Fundamentals
Já a abordagem jogacêntrica (player-centric) é uma corrente teórica contemporânea da ludologia que prioriza os interesses do jogador durante a concepção de um jogo, em oposição à abordagem ludocêntrica (game-centric), que considera primeiramente os sistemas de jogo independentemente da perspectiva do jogador. O pensamento jogacêntrico tem raízes no trabalho de Jacques Henriot, muito antes do surgimento do termo. Em Le Jeu (1969), Henriot descreve o jogo não como um objeto técnico, mas como uma atitude do jogador em relação ao ato de jogar. Para ele, é o jogador quem dá sentido ao jogo:
"Crianças surgem: 'Atenção, senhor, você está pisando no nosso jogo!'
Pedras alinhadas no chão—o que são? O transeunte não sabe. O jogo nada mais é do que aquilo que o jogador faz quando joga. Uma vez que ele para de jogar, o que resta do jogo? Quando os jogadores se vão, as pedras voltam a ser apenas pedras."

— Jacques Henriot, Le Jeu, Paris, PUF, 1969, p. 83-84
Uma das metodologias jogacêntricas mais populares defende que, nas primeiras etapas do design, o criador deve definir seu público-alvo e o papel que ele desempenhará no jogo. Além disso, durante as fases finais do desenvolvimento, o jogo é testado por jogadores que fornecem feedback por meio de questionários e entrevistas.
Com isso, os estúdios obtêm retornos que, em modelos tradicionais, só seriam percebidos após o lançamento do jogo. No contexto do design de jogo, receber opiniões externas ao processo de desenvolvimento permite identificar problemas que poderiam passar despercebidos e proporciona uma nova perspectiva sobre o projeto. Isso resulta em um ganho significativo de tempo e recursos, além de fomentar o engajamento da comunidade, que se sente parte do desenvolvimento do jogo. 

### Limitações
Apesar do desenvolvimento de uma disposição teórica preliminar, assim como metodologias germinais proporcionarem à ludologia uma implementação de métodos de análise que permitem referenciar os jogos e desmembrá-los, os ludólogos ainda enfrentam desafios para não envolver elementos de subjetividade nas pesquisas, pois, apesar do caráter acadêmico dos referenciais, o indivíduo jogador só pode se basear em sua própria percepção e sentidos. 
[...] a jogabilidade que se apresenta como um ato de subjetividade, como um processo de subjetivação, resiste à objetivação e apresenta problemas.     

— Mathieu Triclot, "Game studies ou études du play? Uma leitura cruzada entre Jacques Henriot e Jesper Juul" 
Além disso, as experiências pessoais de cada um influenciam consideravelmente as análises e os julgamentos, o que permite o surgimento de uma pluralidade de análises videogâmicas. Enquanto a abordagem do videogame é por definição objetiva (pois analisa o objeto em si e suas regras de jogo) a abordagem do gameplay entra em conflito ao se basear na experiência de jogo, que é, portanto, única para cada jogador e, por consequência, subjetiva.   
O risco aqui é de nos restringirmos a uma forma de subjetivismo ou à introspecção como única metodologia.   

— Mathieu Triclot, "Game studies ou études du play? Uma leitura cruzada entre Jacques Henriot e Jesper Juul" 
A análise não é totalmente objetiva e não pode se impor como uma verdade adquirida, já que não se baseia em elementos objetivos desprovidos de viés.  
Assim como é fácil descrever propriedades do meio, seja das especificações do hardware, das formas gráficas que aparecem na tela ou dos sistemas de regras, é difícil produzir uma descrição objetiva de 'o que é jogar', de uma "forma de experiência"

— Koster, Raphaël. 